# Jenseits von Gut und Böse (Album)
Jenseits von Gut und Böse ist das achte Soloalbum des deutschen Rappers Bushido. Es erschien als Standard-, Limited-, 3D-Deluxe- und Media-Markt-Edition am 13. Mai 2011 über Bushidos Label ersguterjunge.
Jenseits von Gut und Böse enthält im Vergleich zu anderen Werken Bushidos sehr viele Gastbeiträge von nicht bei ersguterjunge unter Vertrag stehenden Künstlern und insbesondere mehrere Gastbeiträge von internationalen Rappern und Produzenten. Es erreichte als erstes Album des Rappers sowohl in Deutschland, Österreich wie auch der Schweiz Platz 1 der jeweiligen Albumcharts. Dennoch hatte das Album jedoch nicht denselben kommerziellen Erfolg wie die übrigen Soloalben Bushidos im Zeitraum um die Veröffentlichung des Albums.

## Hintergrund
Im Zeitraum nach der Veröffentlichung von Bushidos letzten vorherigem Soloalbum Zeiten Ändern dich sowie dem Kollaboalbum Berlins Most Wanted hatten Chakuza, DJ Stickle, Fler, Nyze, Tarééc, Bizzy Montana sowie Saad Bushidos Label ersguterjunge nacheinander verlassen. Damit standen mit Kay One und Bushido selbst erstmals seit 2004 nur zwei aktive Künstler bei dem Label, dessen Veröffentlichungen bis dahin meist mehrheitlich Gastbeiträge oder Kollaborationen eigener Künstler enthielten, unter Vertrag.
Ende Februar wurde daraufhin publik, dass Bushido mutmaßlich am 23. Februar 2011 gemeinsam mit dem Produzenten DJ Desue in New York City Musikaufnahmen angefertigt hatte. Am selben wurde ein, zu dem Zeitpunkt noch unbetiteltes Bushido Soloalbum auf Amazon kurzzeitig zur Vorbestellung angeboten, dann aber wieder von der Plattform entfernt. In den darauffolgenden Wochen wurde schließlich zunächst das Album und dann mehrere Gastbeiträge und Produzenten offiziell angekündigt.

## Entstehung
Teile des Albums entstanden im Rahmen einer gemeinsamen New York-Reise von Bushido, dem damaligen ersguterjunge-Rapper und Bushido Backup Kay One und dem Produzenten DJ Desue im Februar 2011. Weite Teile des Liedes Gangster wurden mit dem US-Produzenten DJ Premier in den HeadQuarterz Studios aufgenommen. Vor der gemeinsamen Zusammen war Bushido dem Produzenten DJ Premier eigenen Angaben zuvor nicht bekannt gewesen. Er habe sich jedoch durch Musikvideos mit dem Rapper vertraut gemacht. Ebenso äußerte der Produzent jedoch Unzufrieden darüber, dass die Strophen und Scratches des Liedes nach der gemeinsamen Aufnahme in New York City noch ohne Abstimmung mit ihm verändert worden seien. Bushido zufolge sei das von RSonist von den Heatmakerz produzierte Lied Wie ein Löwe ebenfalls in New York entstanden.
Im Übrigen erfolgten Tonaufnahmen und Abmischung des Albums zum allergrößten Teil im Beatzarre Studio der Produzenten Beatzarre und Djorkaeff in Berlin. Xavier Naidoos Gastbeitrag für den Lied Du bist ein Mensch wurde von Ruben Rodriguez in Mannheim aufgenommen.
Nach eigenen Angaben hatte Bushido bereits erfolglos versucht den französischen Rapper Booba, der ein wesentlicher Einfluss auf das Frühwerk Bushidos gewesen sei und für das Lied Lied Die Art, wie wir leben einen Gastbeitrag beisteuerte, für vorherige Veröffentlichungen zu gewinnen. Die Zusammenarbeit für das Lied Die Art, wie wir leben sei ihm demnach letztlich von Kay One, der Booba zufällig in einem Stripclub in Miami getroffen habe, sowie dem Musikmanager Erfan Bolourchi vermittelt worden.
Nach Eigenangaben von Kay One sei dieser für weite Teil der Texte des Albums als Ghostwriter verantwortlich gewesen.

## Inhalt
Auf dem Album befinden sich neben einigen Gangsta-Rap-typischen Battle-Tracks (z. B. Das ist Business, Cash Money Brothers) auch viele nachdenkliche Songs wie Nichts ist für immer oder Wärst du immer noch hier?, die teilweise in Form von Balladen mit Gesangseinlagen von deutschen R&B-Sängern (bspw. Du bist ein Mensch, Vergiss mich und Unsterblich) daherkommen. Auch zwei Liebessongs (Gesucht & gefunden und Dankbar) befinden sich auf dem Album.
Das Lied Gangster von DJ Premier ist ein Sample folgender Lieder:
- Black Moon – How Many MC’s
- LL Cool J – Feel The Beat
- The Notorious B.I.G. – Juicy

## Gastbeiträge
Auf dem Album sind als Gastbeiträge mit Rapparts der französische Rapper Booba, der US-amerikanische Rapper Swizz Beatz sowie Bushidos damaliger Labelkollege Kay One vertreten.
Gesangparts beigesteuert haben der deutsche RnB-Sänger J-Luv aus Frankfurt am Main und der deutsche RnB-Sänger Xavier Naidoo, Mitglied der Söhne Mannheims.

## Illustration
Das Albumcover der Standard Edition zeigt Bushido in japanischer Kampfkunsthaltung. Auf seinen beiden Handflächen liegt ein Samuraischwert.
Das Cover der Premium Edition ziert ein schwarz gespraytes Bushido-Logo das weiße Cover, dass von einem Samuraischwert mehrfach durchtrennt wurde.
Die 3D-Deluxe-Edition wartet mit einem 3D-Cover auf, auf dem Bushido mit einem Samuraischwert in der rechten Hand zu sehen ist, welches er über seine rechte Schulter gelegt hat. Eine 3D-Brille liegt dieser Version bei.

## Titelliste
| #  | Titel                                    | Produzent(en)                           | Länge |
| -- | ---------------------------------------- | --------------------------------------- | ----- |
| 1  | Intro                                    | Bushido, Beatzarre, Djorkaeff           | 1:26  |
| 2  | Wie ein Löwe                             | Heatmakers                              | 4:11  |
| 3  | Verreckt                                 | DJ Desue                                | 3:40  |
| 4  | Du bist ein Mensch (feat. Xavier Naidoo) | Beatzarre, Djorkaeff, Daniele Terranova | 3:35  |
| 5  | Gesucht und gefunden                     | AraabMuzik                              | 4:02  |
| 6  | Vergiss mich (feat. J-Luv)               | Beatzarre, Djorkaeff                    | 4:19  |
| 7  | Mo¹f**ka (feat. Swizz Beatz)             | Swizz Beatz                             | 3:26  |
| 8  | Schlechte Zeiten                         | Bushido, Beatzarre, Djorkaeff           | 4:01  |
| 9  | Die Art, wie wir leben (feat. Booba)     | Bushido, Beatzarre, Djorkaeff           | 3:15  |
| 10 | Gangster (feat. DJ Premier)              | DJ Premier                              | 3:02  |
| 11 | Wärst du immer noch hier?                | Bushido, Beatzarre, Djorkaeff           | 3:29  |
| 12 | Dankbar (feat. J-Luv)                    | Bushido, Beatzarre, Djorkaeff           | 3:33  |
| 13 | Hassliebe (feat. Kay One)                | Bushido, Beatzarre, Djorkaeff           | 3:44  |
| 14 | Schick mir einen Engel                   | Benny Blanco                            | 3:02  |
| 15 | Cash Money Brothers (feat. Kay One)      | Bushido, Beatzarre, Djorkaeff           | 2:57  |
| 16 | Nichts ist für immer                     | Bushido, Beatzarre, Djorkaeff           | 4:01  |

| #  | Titel                     | Produzent                     | Länge |
| -- | ------------------------- | ----------------------------- | ----- |
| 08 | Unsterblich (feat. J-Luv) | Bushido, Beatzarre, Djorkaeff | 3:23  |
| 15 | Monopol                   | Bushido, Beatzarre, Djorkaeff | 2:57  |

| #  | Titel                            | Produzent                     | Länge |
| -- | -------------------------------- | ----------------------------- | ----- |
| 06 | Das ist Business (feat. Kay One) | M3                            | 3:57  |
| 07 | Gestern war gestern              | Bushido, Beatzarre, Djorkaeff | 3:28  |

Die 3D-Deluxe-Edition enthält eine zweite CD, auf der sich alle Instrumentals befinden.
| #  | Titel                    | Länge |
| -- | ------------------------ | ----- |
| 01 | Hauptfilm / Making-of    | 77:26 |
| 02 | Vergiss Mich (Videoclip) | 04:16 |
| 03 | Outtakes                 | 19:02 |

Außerdem existiert eine exklusive und limitierte Media-Markt-Edition des Albums mit ebenfalls 20 Songs. Auf dieser fehlen im Gegensatz zur 3D-Deluxe-Edition die Songs Das ist Business (feat. Kay One) und Gestern war gestern. Dafür befinden sich zwei exklusive Songs auf dieser Edition:
| #  | Titel                                        | Länge |
| -- | -------------------------------------------- | ----- |
| 19 | Mo¹f**ka Remix (feat. Kay One & Swizz Beatz) | 3:25  |
| 20 | Ich weiß (Kay One Solosong)                  | 3:41  |

## Vermarktung

### Singles
Insgesamt zwei Lieder des Albums wurden als Singles ausgekoppelt. Im Vorfeld zum Album erschien am 22. April sowohl im CD- als auch Digital-Format der Song Vergiss mich als erste Singleauskopplung mit Videoclip, in dem der RnB-Sänger J-Luv den Refrain des Songs singt und zum Schluss einen kurzen Gesangspart hat. Die Single schaffte es auf Platz 19 in den deutschen Charts und erreichte Platz 26 in Österreich. In der Schweiz kam die Single auf Position 34.
Die zweite Singleauskopplung Wärst du immer noch hier? erschien am 3. Juni 2011 digital. Das dazugehörige Video wurde vier Tage zuvor veröffentlicht.
Die Single schaffte es in Deutschland auf Platz 44, in Österreich auf Position 48 und in der Schweiz erreichte sie Platz 68.
Bushido präsentierte den Song gemeinsam mit dem Rapper Kay One bei der Fernsehshow The Dome.
Mit Das ist Business platzierte sich zudem ein auf der 3D Deluxe Edition erhaltener Song von Bushido und Kay One erhält auf Grund von Downloadzahlen für eine Woche auf Platz 60 der österreichischen Single-Charts.

### Tournee
Vom 26. April 2012 bis zum 21. Mai 2012 absolvierte Bushido eine gleichnamige Tournee zum Album in Deutschland, Österreich und der Schweiz. Nachdem Bushidos langjähriger Backup-Rapper Kay One ersguterjunge wie auch Berlin wenige Tage vor Tourbeginn verließ, wurde kurzfristig Elmo als Ersatz gewonnen. Dessen Bruder MoTrip trat auf mehreren Konzerten der Tournee als Gast auf und war im Anschluss als Texter und Rapper maßgeblich an Bushidos nächsten Solo-Album AMYF beteiligt. Im Laufe der Tournee wurden zwei ursprünglich angekündigte Konzerte in Flensburg und Erfurt kurzfristig abgesagt.

## Rezeption

### Charterfolg
Jenseits von Gut und Böse erreichte als erstes Bushido-Album sowohl in Deutschland und Österreich, als auch der Schweiz jeweils Platz eins der jeweiligen Albumcharts. In Deutschland ist es Bushidos drittes Nummer-Eins-Album. In der ersten Woche wurde das Album Internet-Berichten zufolge über 26.000 mal verkauft. Gleichzeitig ist das Album bis dato jedoch das einzige zwischen 2004 und 2017 veröffentlichte Album Bushidos, das in Deutschland nicht mit einer Goldenen Schallplatte ausgezeichnet wurde und folglich weniger als 100.000 Einheiten verkaufte.

### Kritik
Die Kritiken zu Jenseits von Gut und Böse fielen mittelmäßig aus. Laut.de bewertete das Album mit 2 von 5 möglichen Punkten und hob dabei die die Produktionen des Albums und die Gastbeiträge der US-Künstler DJ Premier, Swizz Beats sowie des deutschen Sängers Xavier Naidoo positiv hervor. Redakteurin Lisa Wörner stellt jedoch grundsätzlich die Authentizität des „neue[n], makeupfreie[n] Bushido“ in Frage und kritisiert unter anderem das gemeinsame Lied mit Booba. Letzteres wurde, genauso wie Kay Ones Gastbeitrag auf Cash Money Brothers, auch vom  als Tiefpunkt des Albums kritisiert, während ebenfalls das gemeinsame Lied Gangster mit DJ Premier sowie der Gastbeitrag Xavier Naidoos positiv hervorgehoben wurde.